# Minamitane
Minamitane (jap. 南種子町 Minamitane-chō) – miasto w Japonii, w prefekturze Kagoshima, na wyspie Tanegashima. Według danych na rok 2020 miejscowość zamieszkiwało 5 445 mieszkańców , a gęstość zaludnienia wyniosła 49,3 os./km².